# Maktorion

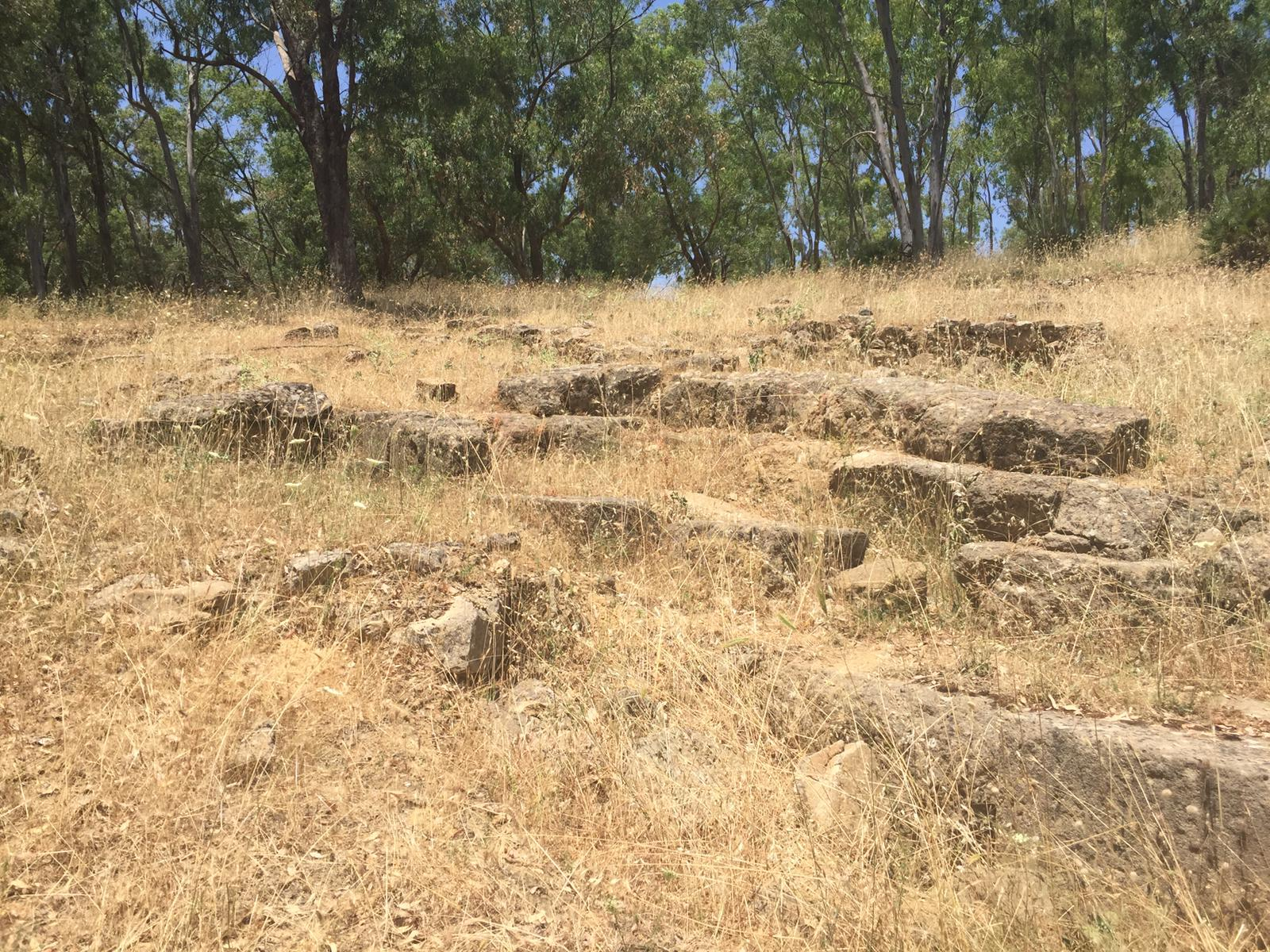
Probabili rovine di Maktorion situate sul Monte Bubbonia

Maktorion (Μακτώριον Maktṓrion in greco antico, latinizzato in Mactōrium) era un'antica città della Sicilia, situata nelle vicinanze di Gela. È menzionata da Erodoto (vii. 153), il quale afferma fosse stata occupata da un nucleo di cittadini di Gela, guidati da Teline, un antenato di Gelone. L'unica indicazione della sua localizzazione è data da Erodoto, che la pone nei pressi di Gela e più all'interno della Sicilia.
Il nome Maktorion è menzionato anche nell'opera di Stefano di Bisanzio (s. v.), che lo riprende da Filisto di Siracusa; non esiste nessuna sua menzione nei periodi successivi. Filippo Cluverio ritenne che potesse essere situata sul sito dell'attuale Butera, una cittadina situata su una collina a circa 13 km da Gela (Cluver. Sicil. il p. 363). I redattori del Barrington Atlas of the Greek and Roman World ipotizzano che Maktorion fosse situata nella località dove si trova il sito delle rovine archeologiche del Monte Bubbonia, situato nel territorio del comune di Mazzarino, (provincia di Caltanissetta), mentre l'archeologo inglese Arthur Evans identifica l'antica città con Niscemi.